# Nana Opoku Ampomah
Nana Opoku Ampomah (Tema, 2 gennaio 1996) è un calciatore ghanese, attaccante del Forge.

## Caratteristiche tecniche
Ala molto veloce, abile nel controllo palla, ha uno spiccato senso del gol ed è un buon assist-man.

## Carriera

### Nazionale
Ha esordito con la nazionale ghanese il 12 novembre 2017, nella partita di qualificazione ai Mondiali 2018 pareggiata per 1-1 contro l'Egitto.

## Statistiche

### Presenze e reti nei club
Statistiche aggiornate al 23 ottobre 2020.
| Stagione                  | Squadra                   | Campionato                | Campionato | Campionato | Coppe nazionali | Coppe nazionali | Coppe nazionali | Coppe continentali | Coppe continentali | Coppe continentali | Altre coppe | Altre coppe | Altre coppe | Totale | Totale |
| Stagione                  | Squadra                   | Comp                      | Pres       | Reti       | Comp            | Pres            | Reti            | Comp               | Pres               | Reti               | Comp        | Pres        | Reti        | Pres   | Reti   |
| ------------------------- | ------------------------- | ------------------------- | ---------- | ---------- | --------------- | --------------- | --------------- | ------------------ | ------------------ | ------------------ | ----------- | ----------- | ----------- | ------ | ------ |
| 2016-2017                 | Waasland-Beveren          | D1                        | 13+5       | 0+2        | CB              | 2               | 0               | -                  | -                  | -                  | -           | -           | -           | 20     | 2      |
| 2017-2018                 | Waasland-Beveren          | D1                        | 30+6       | 7+1        | CB              | 2               | 1               | -                  | -                  | -                  | -           | -           | -           | 38     | 9      |
| 2018-2019                 | Waasland-Beveren          | D1                        | 22+8       | 7+1        | CB              | 0               | 0               | -                  | -                  | -                  | -           | -           | -           | 30     | 8      |
| Totale Waasland-Beveren   | Totale Waasland-Beveren   | Totale Waasland-Beveren   | 84         | 18         |                 | 4               | 1               |                    | -                  | -                  |             | -           | -           | 88     | 19     |
| 2019-2020                 | Fortuna Düsseldorf        | BL                        | 12         | 0          | CG              | 4               | 2               | -                  | -                  | -                  | -           | -           | -           | 16     | 2      |
| sett.-ott. 2020           | Fortuna Düsseldorf        | ZL                        | 1          | 0          | CG              | 1               | 0               | -                  | -                  | -                  | -           | -           | -           | 2      | 0      |
| Totale Fortuna Düsseldorf | Totale Fortuna Düsseldorf | Totale Fortuna Düsseldorf | 13         | 0          |                 | 5               | 2               |                    | -                  | -                  |             | -           | -           | 18     | 2      |
| ott. 2020-2021            | Anversa                   | D1                        | 1          | 0          | CB              | 0               | 0               | UEL                | 1                  | 0                  | -           | -           | -           | 2      | 0      |
| Totale carriera           | Totale carriera           | Totale carriera           | 98         | 18         |                 | 9               | 3               |                    | 1                  | 0                  |             | -           | -           | 108    | 21     |

### Cronologia presenze e reti in nazionale
| Cronologia completa delle presenze e delle reti in nazionale ― Ghana | Cronologia completa delle presenze e delle reti in nazionale ― Ghana | Cronologia completa delle presenze e delle reti in nazionale ― Ghana | Cronologia completa delle presenze e delle reti in nazionale ― Ghana | Cronologia completa delle presenze e delle reti in nazionale ― Ghana | Cronologia completa delle presenze e delle reti in nazionale ― Ghana | Cronologia completa delle presenze e delle reti in nazionale ― Ghana | Cronologia completa delle presenze e delle reti in nazionale ― Ghana |
| Data                                                                 | Città                                                                | In casa                                                              | Risultato                                                            | Ospiti                                                               | Competizione                                                         | Reti                                                                 | Note                                                                 |
| -------------------------------------------------------------------- | -------------------------------------------------------------------- | -------------------------------------------------------------------- | -------------------------------------------------------------------- | -------------------------------------------------------------------- | -------------------------------------------------------------------- | -------------------------------------------------------------------- | -------------------------------------------------------------------- |
| 12-11-2017                                                           | Kumasi                                                               | Ghana                                                                | 1 – 1                                                                | Egitto                                                               | Qual. Mondiali 2018                                                  | -                                                                    | 41’                                                                  |
| 30-5-2018                                                            | Yokohama                                                             | Giappone                                                             | 0 – 2                                                                | Ghana                                                                | Amichevole                                                           | -                                                                    |                                                                      |
| 7-6-2018                                                             | Reykjavík                                                            | Islanda                                                              | 2 – 2                                                                | Ghana                                                                | Amichevole                                                           | -                                                                    |                                                                      |
| 18-11-2018                                                           | Addis Abeba                                                          | Etiopia                                                              | 0 – 2                                                                | Ghana                                                                | Qual. Coppa d'Africa 2019                                            | -                                                                    | 73’                                                                  |
| Totale                                                               |                                                                      | Presenze                                                             | 4                                                                    |                                                                      | Reti                                                                 | 0                                                                    |                                                                      |